# Bjørn Odmar Andersen
Bjørn Odmar Andersen (14 mars 1943 - 4 janvier 2008) est un footballeur international norvégien qui évoluait au poste d'attaquant. Il remporte deux titres de champion de Norvège (1963 et 1970) avec deux clubs différents : SK Brann et Strømsgodset IF. Il gagne également trois fois la Coupe de Norvège avec Strømsgodset IF en 1969, 1970 et 1973.
Il fait ses débuts internationaux le 16 mai 1961 face au Mexique. En tout, il compte 10 sélections en équipe nationale.